# Обережно, кенгуру!
Обережно, кенгуру! — німецький комедійний фільм 2020 року. Режисер Дані Леві; сценарист Марк-Уве Клінг. Продюсери Штефан Арндт та Мікаель Поль. Світова прем'єра відбулася 5 березня 2020-го; в Україні вперше показаний 3 грудня 2020 року.

## Стислий зміст
Він — гуляка та розбійник, нероба й шкуродер. Але з ним нудно не буде! Він не Альф й не Кролик Петрик, він — величезний і відв'язний Кенгуру.
Якщо ти утомився від проблем, то просто пусти до себе знахабнілого Кенгуру. Якось у будинку в музиканта Марка з'являється балакучий Кенгуру. Він швидко переконує Марка, що жити разом у холостяцькому житлі їм буде веселіше.
З цієї миті Кенгуру починає управляти життям Марка.

## Знімались
- Волкер Міхаловскі — кенгуру-веселун
- Марк-Уве Клінг — кенгуру-повчатель
- Дімітрій Шаад — ніби Марк-Уве Клінг
- Розалі Томасс — Марія
- Кармен-Майя Ентоні — Герта
- Генрі Гюбхен — Йорг Двігс
- Беттіна Лампрехт — Жанетт
- Тім Сейфі — фон Отто
- Аднан Марал — Фрідріх-Вільгельм
- Лена Дьоррі — Юлія Мюллер